# Sven Jochem
Sven Jochem (* 20. April 1966 in Balingen) ist ein deutscher Politikwissenschaftler und als akademischer Oberrat und außerplanmäßiger Professor am Fachbereich Politik- und Verwaltungswissenschaft der Universität Konstanz tätig.

## Leben
Sven Jochem besuchte die Grundschule sowie die Lammerberg-Realschule in Albstadt-Tailfingen. In seiner Jugend bestritt er im Zehnkampf für den TB Tailfingen, die LG Zollernalb sowie die TG Nürtingen zahlreiche Leichtathletik-Wettkämpfe. Nach dem Abitur am Wirtschaftsgymnasium Albstadt-Ebingen (1985) absolvierte er seinen Zivildienst beim DRK Kreisverband Nürtingen-Kirchheim Teck e.V. Er studierte Politikwissenschaft, Mittlere und Neuere Geschichte sowie Philosophie von 1987 an in Tübingen (bis 1989), Heidelberg (bis 1994) und Stockholm (1992/93). 1997 promovierte er an der Universität Heidelberg unter Manfred G. Schmidt und Klaus von Beyme; die Dissertation „Die skandinavischen Wege in die Arbeitslosigkeit. Kontinuität und Wandel der nordischen Beschäftigungspolitik im internationalen Vergleich“ erschien 1998 im Verlag Leske + Budrich. Sven Jochem war Stipendiat der Friedrich-Ebert-Stiftung. In den Jahren 1997 bis 2001 arbeitete er als Wissenschaftlicher Assistent bei Manfred G. Schmidt am Bremer Zentrum für Sozialpolitik, von 2001 bis 2003 als Wissenschaftlicher Assistent bei Ellen M. Immergut an der Universität Konstanz.
In den Jahren 2003 bis 2008 arbeitete und forschte Sven Jochem als Lehrbeauftragter bzw. als Vertretungsprofessor an der Universität Bern sowie an der Universität Luzern. Er habilitierte 2008 an der Humboldt-Universität zu Berlin. Die schriftliche Habilitationsleistung „Reformpolitik im Wohlfahrtsstaat – Deutschland im internationalen Vergleich“ erschien im Jahr 2009 im LIT-Verlag. Erstgutachterin war Ellen M. Immergut, Zweitgutachter war Roland Czada. Von 2008 bis 2011 war Sven Jochem als Vertretungsprofessor an den Universitäten in Konstanz, Bamberg, Bremen sowie Freiburg im Breisgau tätig. Seit 2011 lehrt und forscht Sven Jochem als Akademischer Oberrat an der Universität Konstanz; im Oktober 2012 wurde ihm dort die Bezeichnung „außerplanmäßiger Professor“ verliehen. Zudem ist Jochem seit 2013 Vertrauensdozent der Friedrich-Ebert-Stiftung.
Von 2014 bis Juli 2023 war Sven Jochem Mitglied des Ortschaftsrats und stellvertretender Ortsvorsteher im Radolfzeller Ortsteil Möggingen. Er ist Mitbegründer der Nachbarschaftshilfe Möggingen e.V. und seit 2019 deren erster Vorsitzender.

## Forschung und Tätigkeit
Jochem kombiniert in Forschung und Lehre international vergleichende Policy-Analysen mit normativ-theoretischen Perspektiven, insbesondere im Bereich wohlfahrtsstaatlicher Politik. Hierbei konzentriert er sich stark auf den nordeuropäischen Raum. Er ist Mitherausgeber des Nordeuropaforums sowie beim Berliner Wissenschafts-Verlag Mitherausgeber der Schriftenreihen „Nordeuropäische Studien“ und „Die Ostseeregion: Nördliche Dimensionen – Europäische Perspektiven“. Weiterhin wird er regelmäßig als Experte für politische Entwicklungen in Skandinavien von verschiedenen Zeitungen und Nachrichtenmagazinen herangezogen.
Für sehr gute Lehre wurde er im Jahr 2012 mit dem Lehrpreis der Universität Konstanz von Studierenden, LUKS, für den Fachbereich Politik- und Verwaltungswissenschaft ausgezeichnet.

## Schriften
(In der Reihenfolge des Erscheinens)

### Monografien
- Die skandinavischen Wege in die Arbeitslosigkeit. Kontinuität und Wandel der nordischen Beschäftigungspolitik im internationalen Vergleich. Leske + Budrich, Opladen 1998, ISBN 978-3-8100-2175-5.
- Reformpolitik im Wohlfahrtsstaat. Deutschland im internationalen Vergleich. Lit-Verlag, Münster 2009, ISBN 978-3-643-10153-2.
- Die politischen Systeme Skandinaviens. VS Verlag, Wiesbaden 2012, ISBN 978-3-531-17446-4.
- Der Vorsorgende Sozialstaat in der Praxis. Beispiele aus der Arbeits- und Sozialpolitik der skandinavischen Länder. Friedrich-Ebert-Stiftung, Berlin 2012, ISBN 978-3-86498-146-3
- mit Roberto Heinrich und Nico A. Siegel: Die Zukunft des Wohlfahrtsstaates. Einstellungen zur Reformpolitik in Deutschland. Friedrich-Ebert-Stiftung, Berlin 2016 (online).

### Herausgeberschaften
- mit Nico A. Siegel: Konzertierung, Verhandlungsdemokratie und Reformpolitik im Wohlfahrtsstaat. Das Modell Deutschland im Vergleich. Leske + Budrich, Opladen 2003, ISBN 978-3-8100-3613-1.
- mit Bernd Henningsen und Siegfried Frech: Das politische Skandinavien. Gesellschaft, Wirtschaft, Politik & Kultur. Wochenschau Verlag, Schwalbach/Taunus 2015, ISBN 978-3-7344-0050-6.

### Zeitschriftenbeiträge und Beiträge in Sammelbänden (Auswahl)
- mit Isabelle Schulze: Germany. Beyond Policy Gridlock. In: Ellen M. Immergut, Karen Anderson, Isabelle Schulze (Hrsg.): The Handbook of West European Pension Politics. Political Institutions and Policy Outcomes in Comparative Perspective. Oxford University Press, Oxford 2007, S. 660–710.
- Rechtspopulismus, Integration und Migrationspolitik in Nordeuropa – Die Volksheime unter Druck. In: Heinz Ulrich Brinkmann, Isabelle-Christine Panreck (Hrsg.): Rechtspopulismus in Einwanderungsgesellschaften. Die politische Auseinandersetzung um Migration und Integration. Springer VS, Wiesbaden 2019, S. 267–292.
- Art. Norwegen und Art. Schweden. In: Arthur Benz, Stephan Bröchler, Hans-Joachim Lauth (Hrsg.): Handbuch der europäischen Verfassungsgeschichte im 20. Jahrhundert, Bd. 5, Dietz Verlag Bonn 2019, S. 897–930 bzw. 931–963.
- Schweden, Staat und Religion – Staatlich. In: Lexikon für Kirchen- und Religionsrecht, Band 4 S–Z, Ferdinand Schöningh, Paderborn 2021, S. 132–134.

### Medienbeiträge
- Statt Grundrente mit 69: Gibt es Alternativen zum Generationenvertrag? (Audio: MP3, 09:07 Minuten) In: Studio 9 – Deutschlandfunk Kultur. 23. Oktober 2019, abgerufen am 18. März 2022.
- Wie gewinnen die nordischen Sozialdemokraten Wahlen? In: SRF. 11. Juni 2019, abgerufen am 18. März 2022.